# Чемпионат Европы по трековому велоспорту 2008 для юниоров и гонщиков до 23 лет
Чемпионат Европы по трековому велоспорту для юниоров и гонщиков до 23 лет проходил в польском Прушкуве с 3 по 7 сентября 2008 года. Это был ежегодный чемпионат Европы по велоспорту на треке для гонщиков до 23 лет. Также были проведены соревнования элитного уровня в дисциплине «омниум» среди женщин. Чемпионат Европы по омниуму среди мужчин прошёл 18 октября 2008 года в Алкмаре (Нидерланды).

## Страны-участники
- Беларусь на чемпионате Европы по трековому велоспорту 2008 года[англ.]
- Великобритания на чемпионате Европы по трековому велоспорту 2008 года[англ.]
- Литва на чемпионате Европы по трековому велоспорту 2008 года[англ.]
- Нидерланды на чемпионате Европы по трековому велоспорту 2008 года[англ.]

Список неполный

## Краткое описание медалей

### Открытый чемпионат
Открытые соревнования проводились только в дисциплине омниум.
| Дисциплины                                                                | Золото                   | Золото | Серебро                   | Серебро | Бронза                   | Бронза |
| ------------------------------------------------------------------------- | ------------------------ | ------ | ------------------------- | ------- | ------------------------ | ------ |
| Мужские соревнования прошли в Алкмаре (Нидерланды), 18 октября 2008 года. |                          |        |                           |         |                          |        |
| Омниум                                                                    | Вим Струтинга Нидерланды | 44     | Роберт Бартко Германия    | 40      | Элиа Вивиани Италия      | 38     |
| Женские соревнования прошли в Прушкуве (Польша), в сентябре 2008 года.    |                          |        |                           |         |                          |        |
| Омниум (женщины)                                                          | Елена Чалых Россия       | 46     | Эллен ван Дейк Нидерланды | 41      | Анастасия Чулкова Россия | 41     |

### Омниум спринт
| Год  | Золото         | Серебро        | Бронза         |
| ---- | -------------- | -------------- | -------------- |
| 2008 | Тео Бос        | Тим Велдт      | Франсуа Первис |
| 2008 | Ивонн Хейгенар | Элизе ван Хаге | Хелена Касас   |

### До 23 лет
| Дисциплины                          | Золото                                                             | Золото          | Серебро                                                                  | Серебро  | Бронза                                                        | Бронза          |
| ----------------------------------- | ------------------------------------------------------------------ | --------------- | ------------------------------------------------------------------------ | -------- | ------------------------------------------------------------- | --------------- |
| Мужские соревнования                |                                                                    |                 |                                                                          |          |                                                               |                 |
| Спринт                              | Кевин Сиро Франция                                                 |                 | Микаэль Д'Алмейда Франция                                                |          | Мэттью Крэмптон Великобритания                                |                 |
| Гит на 1 км                         | Микаэль Д'Алмейда Франция                                          |                 | Дэвид Дэниэлл Великобритания                                             |          | Томаш Бабек · Чехия                                           |                 |
| Индивидуальная гонка преследования  | Виталий Щедов · Украина                                            | 4:25.518        | Жером Кузен Франция                                                      | 4:29.383 | Марко Коледан Италия                                          |                 |
| Командная гонка преследования       | Стивен Берк Питер Кеннах Марк Макнелли Энди Теннант Великобритания | 4:05.568        | Евгений Ковалёв Иван Ковалёв Александр Петровский Валерий Валынин Россия | 4:10.139 | Марсель Калц Ральф Мацка Эрик Мохс Фабиан Шаар Италия         | 4:07.730        |
| Командный спринт                    | Денис Дмитриев Стоян Васев Павел Якушевский Россия                 | 44.991          | Мэттью Крэмптон Дэвид Дэниэлл Кристиан Лайт Великобритания               | 45.277   | Кржиштоф Шиманек · Масей Белецкий · Адриан Телинский · Польша | 45.768          |
| Кейрин                              | Мэттью Крэмптон Великобритания                                     |                 | Микаэль Д'Алмейда Франция                                                |          | Денис Шпичка · Чехия                                          |                 |
| Скрэтч                              | Элиа Вивиани Италия                                                |                 | Пим Лигтхарт Нидерланды                                                  |          | Иржи Гохман · Чехия                                           |                 |
| Гонка по очкам                      | Иван Ковалёв Россия                                                | 31              | Ральф Мацка Германия                                                     | 30       | Иржи Гохман · Чехия                                           | 30              |
| Женские соревнования                |                                                                    |                 |                                                                          |          |                                                               |                 |
| Спринт (женщины, до 23 лет)         | Мириам Вельте Германия                                             | 12.206 / 11.898 | Любовь Шулика · Украина                                                  |          | Анна Блит Великобритания                                      | 12.045 / 12.046 |
| Гит на 500 м                        | Синди Клэр Франция                                                 | 33.872          | Мириам Вельте Германия                                                   | 34.376   | Анна Блит Великобритания                                      | 35.035          |
| Индивидуальная гонка преследования  | Вилья Серейкайте · Литва                                           | 3:34.781        | Эллен ван Дейк Нидерланды                                                | 3:37.747 | Джоанна Роузэл Великобритания                                 |                 |
| Командная гонка преследования       | Лиззи Армитстед Кэти Колклаф Джоанна Роузэл Великобритания         | 3:26.836        | Одри Кордон Элоди Генриетт Паскаль Жёлан Франция                         | 3:35.026 | Виктория Кондель Оксана Козончук Мария Мишина Россия          | 3:35.369        |
| Командный спринт                    | Синди Клэр Виржини Кюфф Франция                                    | 34.481          | Рената Дабровска · Марта Жановяк · Польша                                | 36.303   | Юлия Кошелева Ольга Стрельцова Россия                         | 36.865          |
| Кейрин                              | Мириам Вельте Германия                                             |                 | Синди Клэр Франция                                                       |          | Любовь Шулика · Украина                                       |                 |
| Скрэтч                              | Эллен ван Дейк Нидерланды Лиззи Армитстед Великобритания           |                 | Н/Д                                                                      | Н/Д      | Евгения Романюта Россия                                       |                 |
| Гонка по очкам (женщины, до 23 лет) | Эллен ван Дейк Нидерланды                                          | 32              | Лиззи Армитстед Великобритания                                           | 27       | Оксана Папко · Беларусь                                       | 24              |

### Юниоры
| Дисциплины                         | Золото                                                        | Золото          | Серебро                                                      | Серебро  | Бронза                                                            | Бронза          |
| ---------------------------------- | ------------------------------------------------------------- | --------------- | ------------------------------------------------------------ | -------- | ----------------------------------------------------------------- | --------------- |
| Мужские соревнования               |                                                               |                 |                                                              |          |                                                                   |                 |
| Спринт                             | Квентин Лафарж Франция                                        |                 | Чарли Конорд Франция                                         |          | Питер Митчелл Великобритания                                      |                 |
| Гит на 1 км                        | Квентин Лафарж Франция                                        |                 | Томас Бонафос Франция                                        |          | Лорис Паоли Италия                                                |                 |
| Индивидуальная гонка преследования | Альберт Торрес Испания                                        | 3:19.404        | Артур Ершов Россия                                           | 3:22.034 | Марк Кристиан Великобритания                                      | 3:19:683        |
| Командная гонка преследования      | Жюльен Дюваль Эммануэль Кео Жюльен Морис Эрван Тегель Франция | 4:09.231        | Люк Роу Марк Кристиан Эндрю Фенн Эрик Роуселл Великобритания | 4:09.559 | Томас Юхас Йоханнес Кахра Тео Рейнхардт Якоб Штайгмиллер Германия | 4:14.424        |
| Командный спринт                   | Чарли Конорд Тьерри Жолле Квентин Лафарж Франция              | 45.618          | Стивен Хилл Люк Джонс Питер Митчелл Великобритания           | 46.435   | Гжегож Дрейгьер · Кароль Каспшик · Рафал Сарнецки · Польша        | 45.768          |
| Кейрин                             | Чарли Конорд Франция                                          |                 | Стивен Хилл Великобритания                                   |          | Хуан Перальта Испания                                             |                 |
| Скрэтч                             | Клаудио Имхоф Швейцария                                       |                 | Константин Куперасов Россия                                  |          | Виталий Барбас Россия                                             |                 |
| Гонка по очкам                     | Сэм Беннетт · Ирландия                                        | 29              | Альберт Торрес Испания                                       | 18       | Михал Квятковский · Польша                                        | 16              |
| Мэдисон                            | Марк Кристиан Люк Роу Великобритания                          | 20              | Ники Бюргесе · Себастьян Ландер · Дания                      | 18       | Томас Юхас Якоб Штайгмиллер Германия                              | 15 (-1 lap)     |
| Женские соревнования               |                                                               |                 |                                                              |          |                                                                   |                 |
| Спринт                             | Виктория Баранова Россия                                      | 12.270 / 12.147 | Барбора Држкова · Словакия                                   |          | Джессика Варниш Великобритания                                    | 13.462 / 12.359 |
| Гит на 500 м                       | Джессика Варниш Великобритания                                | 35.364          | Виктория Баранова Россия                                     | 35.788   | Магали Баудаччи Франция                                           | 36.083          |
| Индивидуальная гонка преследования | Ханна Мэйхо Великобритания                                    | 2:28.175        | Жольен Д'Оре · Бельгия                                       | 2:28.537 | Люси Залеска · Чехия                                              | 2:28.874        |
| Командная гонка преследования      | Алекс Гринфилд Ханна Мэйхо Джессика Бут Великобритания        | 2:19.612        | Эвелин Арис · Джесси Дамс · Жольен Д'Оре · Бельгия           | 2:20.456 | Гьяда Бальзан Розелла Каллови Валентина Скандолара Италия         | 2:22.213        |
| Командный спринт                   | Александра Дрейгьер · Корнелия Мацка · Польша                 | 35.562          | Магали Баудаччи Оливия Монтобан Франция                      | 36.303   | Виктория Баранова Елена Мельниченко Россия                        | 36.865          |
| Кейрин                             | Джессика Варниш Великобритания                                |                 | Галина Стрельцова Россия                                     |          | Гьяда Бальзан Италия                                              |                 |
| Скрэтч                             | Люси Залеска · Чехия                                          |                 | Валентина Скандолара Италия                                  |          | Жольен Д'Оре · Бельгия                                            |                 |
| Гонка по очкам                     | Алекс Гринфилд Великобритания                                 | 21              | Жольен Д'Оре · Бельгия                                       | 12       | Эми Питерс Нидерланды                                             | 12              |

## Таблица медалей
| Место           | Страна          | Золото | Серебро | Бронза | Всего |
| --------------- | --------------- | ------ | ------- | ------ | ----- |
| 1               | Великобритания  | 10     | 6       | 7      | 23    |
| 2               | Франция         | 9      | 8       | 2      | 19    |
| 3               | Нидерланды      | 5      | 5       | 1      | 11    |
| 4               | Россия          | 4      | 5       | 6      | 15    |
| 5               | Германия        | 2      | 3       | 2      | 7     |
| 6               | Италия          | 1      | 1       | 6      | 8     |
| 7               | Польша          | 1      | 1       | 3      | 5     |
| 8               | Испания         | 1      | 1       | 2      | 4     |
| 9               | Украина         | 1      | 1       | 1      | 3     |
| 10              | Чехия           | 1      | 0       | 5      | 6     |
| 11              | Ирландия        | 1      | 0       | 0      | 1     |
| 11              | Литва           | 1      | 0       | 0      | 1     |
| 11              | Швейцария       | 1      | 0       | 0      | 1     |
| 14              | Бельгия         | 0      | 3       | 1      | 4     |
| 15              | Дания           | 0      | 1       | 0      | 1     |
| 15              | Словакия        | 0      | 1       | 0      | 1     |
| 17              | Беларусь        | 0      | 0       | 1      | 1     |
| Всего стран: 17 | Всего стран: 17 | 38     | 36      | 37     | 111   |

### Комментарии
1. 1 2  Было вручено 2 золотые медали (и ни одной серебряной), потому что Эллен ван Дейк и Лиззи Армитстед финишировали одновременно[4][5][6].